# Whit Stillman
John Whitney Stillman, noto come Whit Stillman (Washington, 25 gennaio 1952), è un regista e sceneggiatore statunitense, conosciuto principalmente per il suo film del 1990 Metropolitan, che è stato candidato all'Oscar per la migliore sceneggiatura originale .

## Biografia
Figlio di un politico del Partito Decmoratico, ha avuto per padrino di battesimo il sociologo E. Digby Baltzell. Dopo il divorzio dei genitori ha vissuto con la madre in un modesto appartamento. Si è laureato ad Harvard in Storia a soli 21 anni.
Dopo aver lavorato a Barcellona e Madrid nello staff dei registi Fernando Trueba e Fernando Colomo, ha scritto la sceneggiatura di Metropolitan tra il 1984 e il 1988. Ha poi finalmente diretto il film dopo aver venduto il suo appartamento per 50.000 dollari, e con l'aiuto dei suoi amici e parenti. Per questo film Stillman è stato candidato all'Oscar nel 1991 per la migliore sceneggiatura originale e ha vinto il New York Film Critics Circle Award in qualità di miglior regista
Ha consolidato la sua fama con altri due film, Barcelona, ispirato ai suoi trascorsi spagnoli, e The Last Days of Disco, basato sulle esperienze di Stillman nei nightclub di Manhattan e più in particolare allo Studio 54.
Whit Stillman ha dichiarato nel 2006 che stava lavorando su diverse sceneggiature incompiute. Un tempo si pensava che avrebbe diretto un adattamento cinematografico del romanzo Little Green Men di Christopher Buckley, ma in un'intervista Stillman ha dichiarato che l'adattamento alla fine non era stato pianificato con lui.
Nel 2020 è stato voluto come attore da Trueba per il film El olvido que seremos.

## Vita privata
Ha incontrato la donna divenuta poi sua moglie allo Studio 54, la discoteca che lo ha anche ispirato per il film The Last Days of Disco. Il matrimonio è stato celebrato nel 1980 in Spagna. Stillmann ha vissuto poi per un periodo in Francia.

## Filmografia

### Regista
- Metropolitan (1990)
- Barcelona (1994)
- The Last Days of Disco (1998)
- Damsels in Distress - Ragazze allo sbando (Damsels in Distress, 2011)
- Amore e inganni (Love & Friendship, 2016)

### Attore
- El olvido que seremos, regia di Fernando Trueba (2020)